# Compagnie de propagande

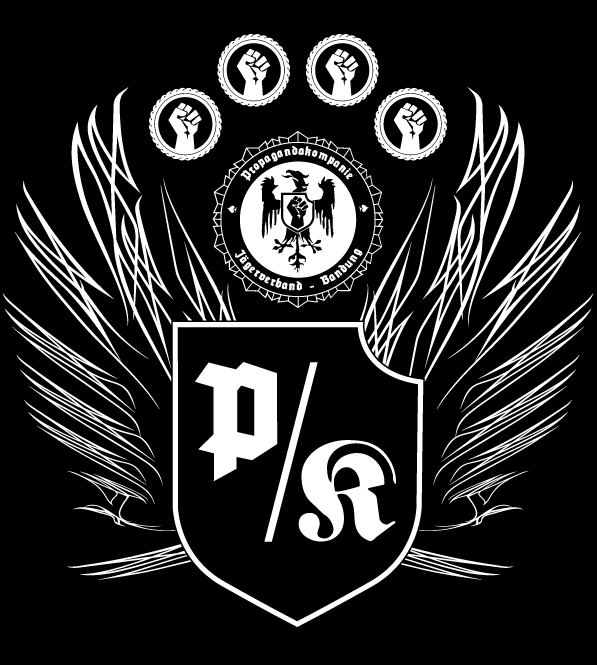
Blason de la Propagandakompanie de la Wehrmacht.

Une Compagnie de propagande (en allemand Propagandakompanie, PK ou Propagandatruppe) était une unité militaire de la Wehrmacht pendant la période du national-socialisme chargée de la propagande destinée aux soldats et à la population allemande mais également aux populations des territoires occupés par les troupes allemandes. Ces compagnies étaient directement supervisées par l'Amtsgruppe für Wehrmachtpropaganda (WPr) du haut commandement de l'armée et qui faisait le lien avec le ministère allemand à la Propagande.

## Historique
Les Propagandakompanien ont été créées en 1938 par Joseph Goebbels, ministre du Reich à l'Éducation du peuple et à la Propagande sous le régime nazi.
Leur engagement débute lors de la crise des Sudètes. Leur rôle était d'accompagner les troupes de première ligne pour filmer, enregistrer ou photographier les combats pour le public mais aussi d'informer les soldats eux-mêmes par l'intermédiaire d'une presse sévèrement contrôlée.
À la fin de 1942, ces compagnies comprenaient plus de 15 000 hommes. Le WPr contrôlait ainsi 21 PK de la Heer, l'armée de terre allemande, 8 de la Luftwaffe, 3 départements de propagande et une PK autonome de la Kriegsmarine, 8 départements de propagande pour les territoires occupés et un bataillon de propagande SS.
Ces unités comprenaient entre autres des journalistes, des cadreurs, photographes, dont plusieurs éminents photographes civils d'avant-guerre.
Accompagnant les armées allemandes sur différents fronts, elles produisirent plus de 80 000 articles et plus de 2 millions de clichés photographiques.